# Kostel Nanebevzetí Panny Marie a svatého Jana Křtitele
Kostel Nanebevzetí Panny Marie a svatého Jana Křtitele je bývalý konventní chrám cisterciáckého sedleckého kláštera v Kutné Hoře v místní části Sedlec, asi 2 km severovýchodně od středu města. Původně středověký kostel byl na počátku 18. století obnoven Janem Blažejem Santini-Aichelem v duchu barokní gotiky. Architektonicky se jedná o pětilodní kostel katedrálního typu (gotická katedrála) s transeptem. Od roku 1995 je zapsán na seznamu Světového dědictví UNESCO.

## Historie

### Založení kláštera v Sedlci

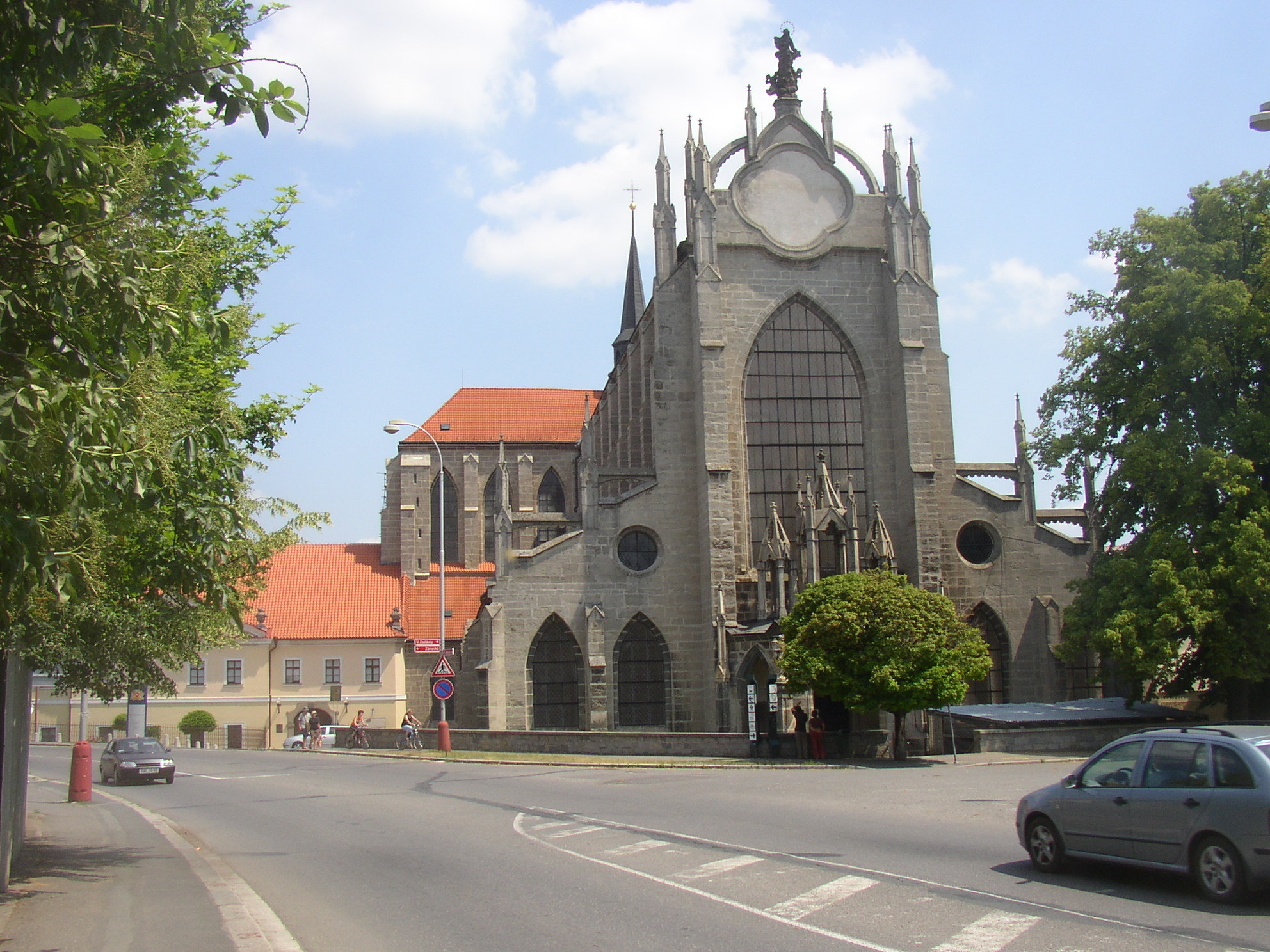
Průčelí kostela

Klášter v Sedlci u Kutné Hory je nejstarším cisterciáckým klášterem u nás. Byl založen roku 1142 Miroslavem z Markvartic, údajně na popud olomouckého biskupa Jindřicha Zdíka. Legenda praví, že když tu olomoucký biskup během své cesty mezi Olomoucí a Prahou nocoval, zjevil se mu ve snu anděl, který mu ukázal mnichy oděné v bílém rouchu a přikázal mu, aby zde nechal postavit klášter a pojmenoval jej podle sedla pod svou hlavou, které mu sloužilo jako polštář.
První komunita mnichů, která se zde usídlila, přišla z cisterciáckého kláštera v bavorském Waldsassenu.

### Historie klášterního kostela do roku 1700

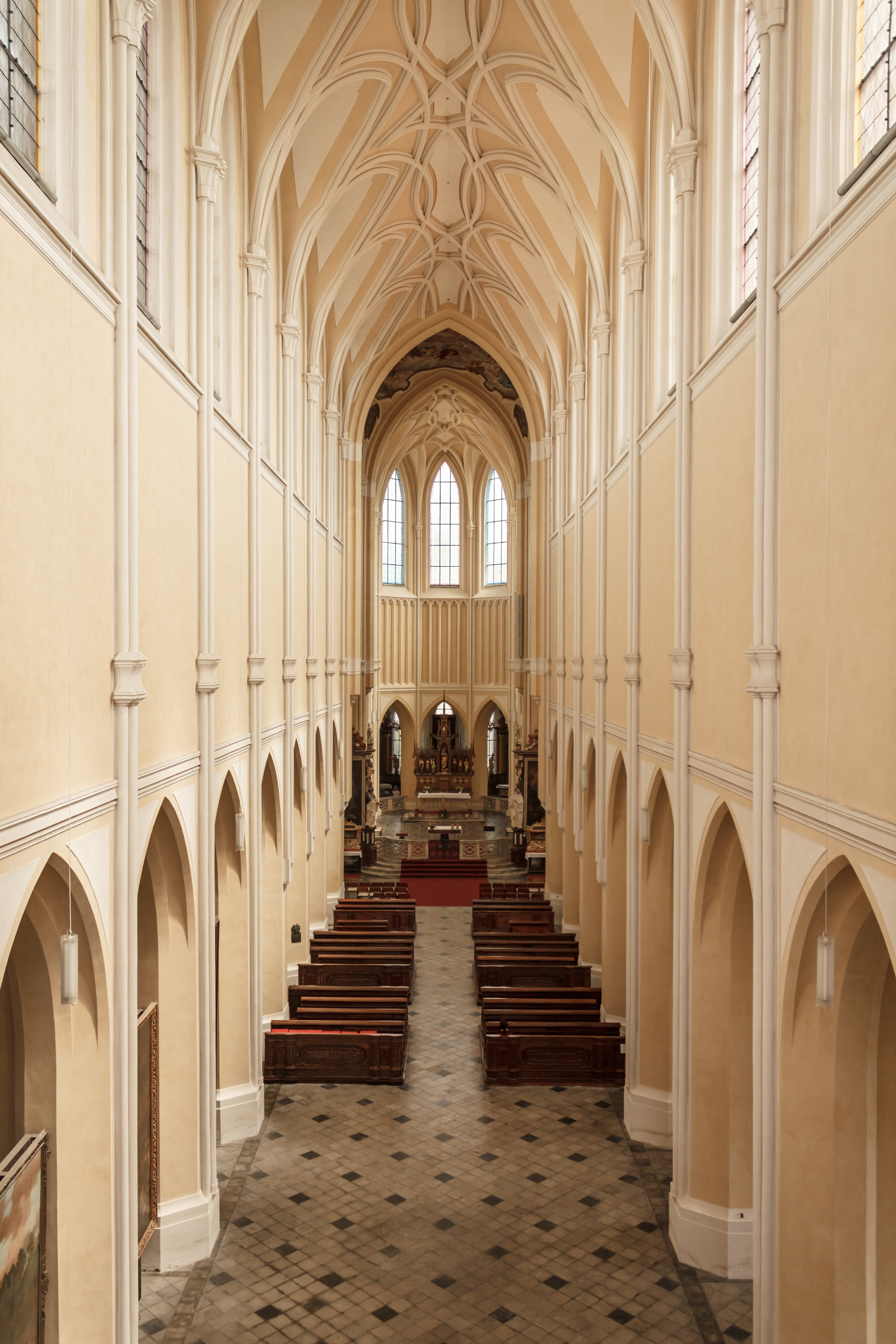
Interiér kostela z kruchty

Na místě dnešního kostela stával starší románský chrám, založený v roce 1142, který byl v poslední čtvrtině 13. století zničen.
Nedlouho poté byla v letech 1280–1320 vystavěna nová gotická dnes pětilodní bazilika s trojlodním transeptem, katedrálním polygonálním chórem s ochozem a věncem kaplí. Velmi výrazná je hlavní loď, která je nad boční lodě znatelně vyvýšena. Celková délka chrámu činí 87 m.
Jméno stavitele gotického sedleckého chrámu nám není známo, ale je jisté, že byl dobře obeznámen s francouzskými a německými katedrálními stavbami. Zároveň při stavbě zcela respektoval zásady cisterciácké architektury. Chrám, na rozdíl od jiných katedrálních staveb, nemá triforium, dvojvěžové průčelí ani vnější opěrný systém. Nový chrám byl zcela dostavěn během třiceti let, a to díky dostatku finančních prostředků (na pozemcích patřících klášteru se začalo těžit stříbro), které dokázal shromáždit opat Heidenreich (opatem 1282–1320).
K další zkáze klášterního kostela v Sedlci došlo během husitských válek roku 1421, kdy byl spolu s klášterem vypálen a opuštěn. Obnovy se dočkal až na konci 17. století. 

### Přestavba kostela 1700–1708

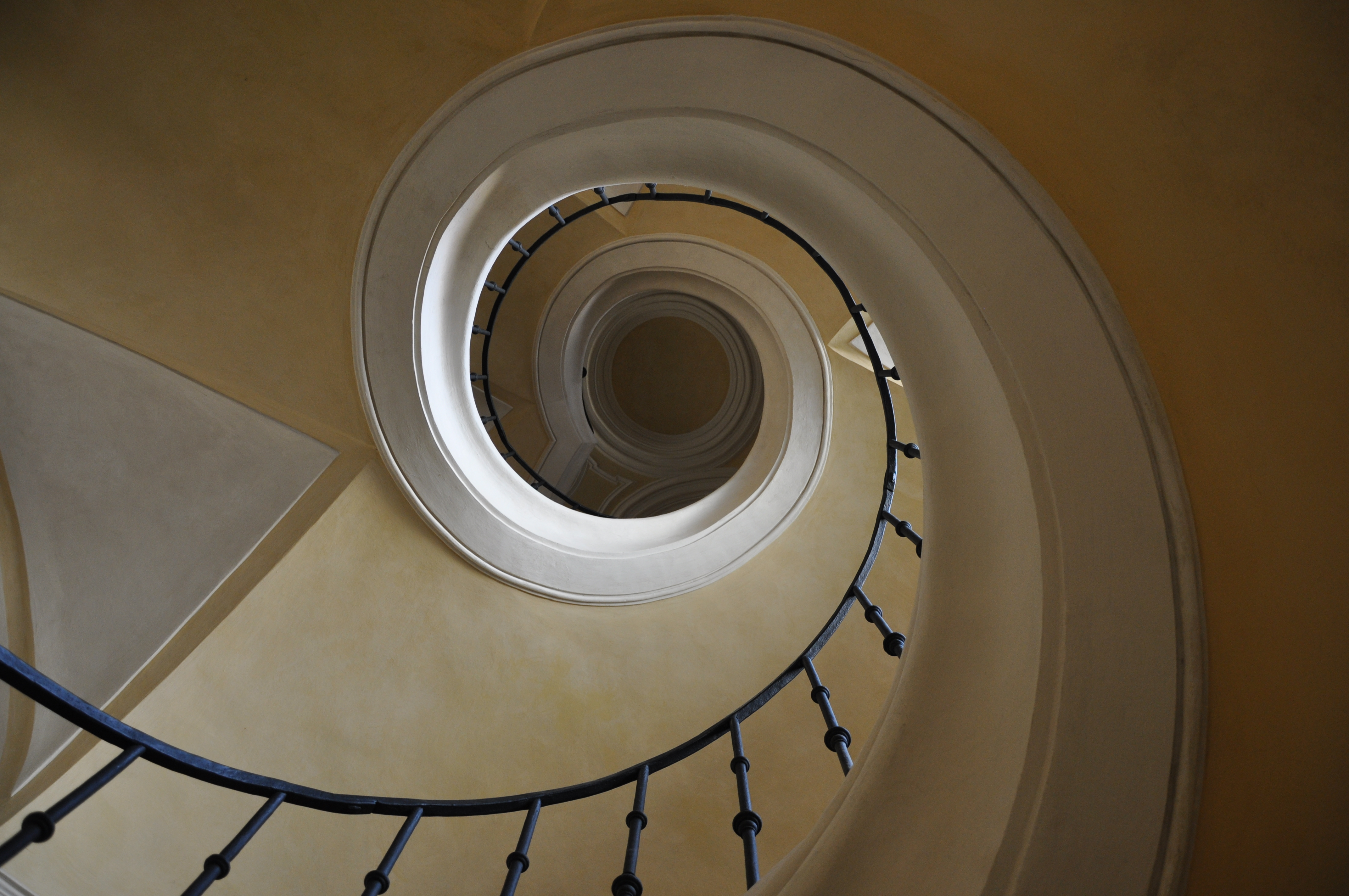
Šnekové bezvřetenové schodiště I.

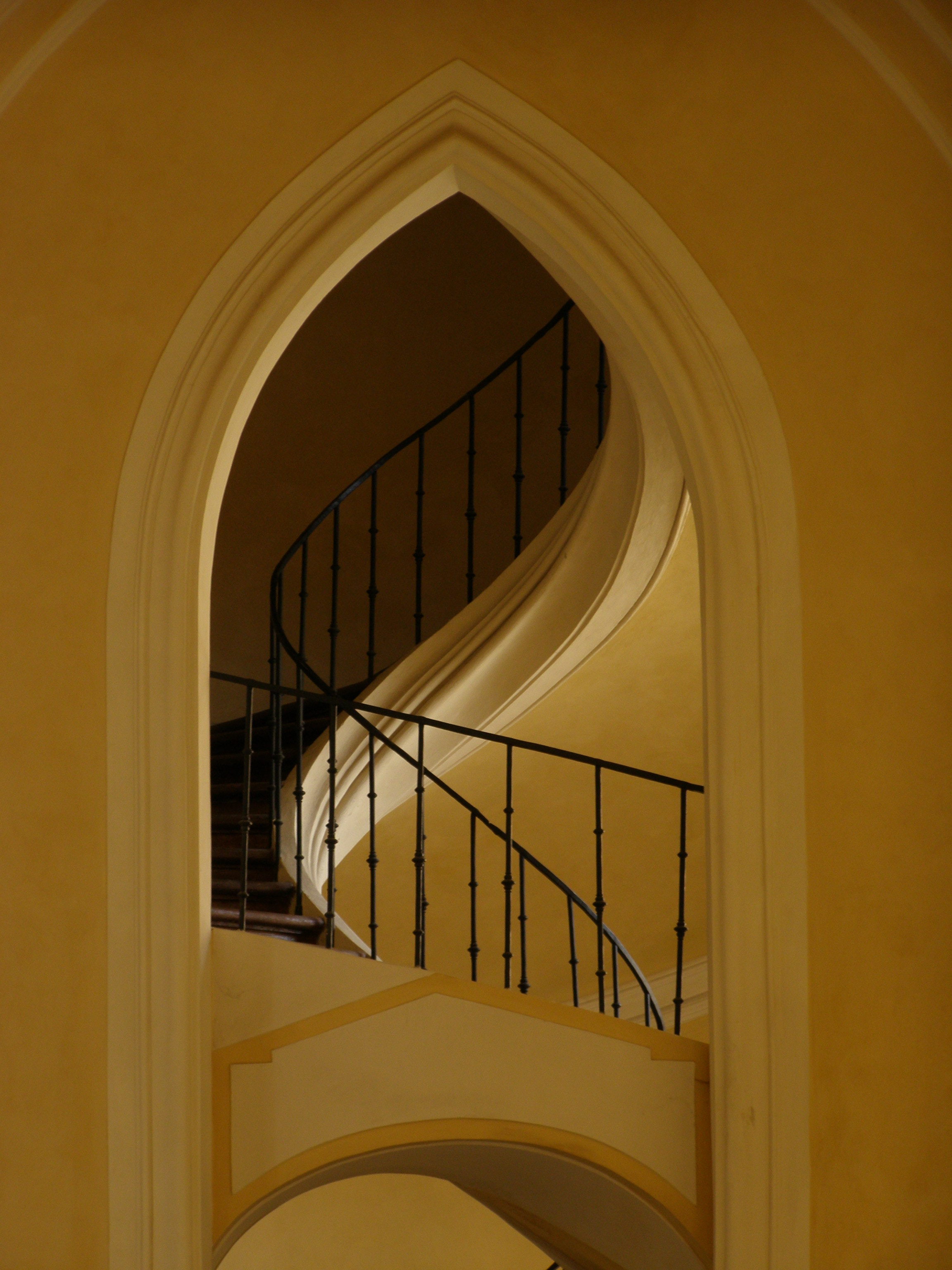
Šnekové bezvřetenové schodiště II.

Na začátku 18. století byla započata přestavba kostela nejprve architektem Pavlem Ignácem Bayerem a pak ve stylu barokní gotiky Janem Blažejem Santinim-Aichlem.
Rekonstrukce proběhla na náklad opata Jindřicha Snopka (opatem 1685–1709). Roku 1700 se přestavby ujal pražský architekt Pavel Ignác Bayer, který působil ve službách kláštera už dříve. Tento architekt vedl stavbu až do roku 1702. Rozsah jeho prací je doložen díky smlouvám s jinými řemeslníky, které pověřoval různými úkoly – například smlouva s pražským kameníkem Františkem Kašparem Lejskem, který pro něj tesal „dórské sloupy“ (ve skutečnosti toskánské) do interiéru kostela, které měly sloužit jako sloupy mezilodních arkád. Smlouva s Lejskem pochází z 28. července 1701 a je dokladem toho, že Bayer konzervoval obvodové gotické zdivo, avšak interiér kostela chtěl pojmout ve zcela jiném duchu s použitím klasických sloupových řádů. Bayerovým největším zásahem do stavby bylo vybudování druhé jižní boční lodi na místě někdejšího severního křídla ambitu. Na jaře roku 1702, jak dokládají další smlouvy, bylo obvodové zdivo sanováno a mohla být položena střecha. Pokládání střechy proběhlo patrně ještě pod Bayerovým vedením.
Někdy na přelomu let 1702 a 1703 byl architekt Bayer nahrazen Janem Blažejem Santinim, kterému v té době bylo dvacet pět let. Opat Snopek neváhal vynaložit na stavbu značné jmění a je trochu s podivem, že na tak náročnou práci najal začínajícího mladého architekta. Jana Blažeje mu patrně doporučil jeho spolubratr Wolfgang Lochner, opat na Zbraslavi, který byl architektovým prvním zákazníkem mezi cisterciáky.
Změna architekta souvisí nejspíše se změnou estetických představ o stavbě. Architekt Bayer sice respektoval a konzervoval zachovalé gotické obvodové zdivo, ovšem co se týká interiéru, už si nepočínal tak citlivě. S nezájmem o gotický původ stavby navrhl do jejího interiéru toskánské mezilodní sloupy. Santiniho představa byla jiná. Jeho návrhy respektovaly starobylost stavby i původní gotické tvarosloví. Výrazně se inspiroval samotnou Heidenreichovou katedrálou, kterou podrobně zkoumal a přišel s návrhem prvků, které by katedrále dodaly na vznešenosti. Stavební práce pod Santiniho vedením trvaly do roku 1708, kdy je doložena i účast architektova bratra, kameníka Františka Jakuba Santiniho.
V době, kdy se mladý architekt Santini ujal stavby, už byly úpravy exteriéru i střecha hotovy. Jedinou změnou, kterou tu provedl, byla proměna západního průčelí chrámu, kde ve snaze podtrhnout výšku fasády přidal na nárožích dlouhé opěráky zakončené fiálami, které obklopují sochu Panny Marie, nacházející se na vrcholu štítu kostela. Pod vrchol štítu umístil nad původní gotické okno veliký kvadrilob a před vstupní portál přidal šestiboký portikus s trojicí baldachýnů pro sochy sv. Jana Křtitele, sv. Norberta a sv. Bernarda od Matěje Václava Jäckela. Tento sochař je také autorem soch andělů, umístěných na bocích portiku a sochy Panny Marie na vrcholu štítu.Dále zde navrhl připomínku opěrného systému, který katedrále od začátku chyběl.
Interiér byl po roce 1702 znovu zaklenut, byl upraven ochoz východně od transeptu a na bocích stavby vznikla dvojice unikátních samonosných šnekových schodišť bez vnitřního vřetene. Nový architekt se snažil odpovídajícím způsobem interiér vypointovat, zdůraznit výšku i šířku monumentálního gotického prostoru stavby. Valenou klenbu hlavní lodi vyzdobil dynamickým kroužením štukových žeber, které připomíná klenby pozdněgotické. Čtyři boční lodě kostela a čtyři ochozové kaple nechal zaklenout klenbami plackovými. Plackovou klenbou použil i v prostoru křížení transeptu a hlavní lodi. Santini se musel také vypořádávat s některými necitlivými zásahy svého předchůdce, které pravděpodobně částečně boural nebo dodatečně „gotizoval“ – například toskánské sloupy, vytvořené kameníkem Lejskem. Po dokončení přestavby byl chrám roku 1708 znovu vysvěcen.

### Historie chrámu po přestavbě
Spolu s chrámem byla vystavena i budova konventu a celý klášter prošel rekonstrukcí. Tyto úpravy jej finančně vyčerpaly. Po útěku posledního opata byl chvíli spravován z kláštera v Oseku a Zlaté Koruny, než byl v rámci josefínských reforem roku 1783 zrušen. Klášterní chrám byl odsvěcen, uzavřen a jeho mobiliář byl z podstatné části rozprodán. Roku 1806 začal chrám sloužit jako farní kostel pro Sedlec a nedaleký Malín. O dalších šest let později byla v budovách kláštera zřízena tabáková továrna.
| Rok  | Počet návštěvníků |
| ---- | ----------------- |
| 2015 | 88 991            |
| 2016 | 97 990            |
| 2017 | 115 795           |
| 2018 | 122 813           |

V 19. století prošel chrám rekonstrukcemi, během nichž byla zasklena okna, položena dlažba a celý interiér byl vymalován v bílé a žluté barvě, která zůstala zachována i po posledním restaurátorském zásahu, který probíhal v letech 2001–2008. Rekonstrukce tu proběhla několikrát i v 20. století. Od roku 2009 je chrám opět přístupný veřejnosti.

### Program záchrany architektonického dědictví
V rámci Programu záchrany architektonického dědictví bylo v letech 1995–2014 na opravu památky čerpáno 35 460 000 Kč.
| rok    | 2001  | 2002  | 2003  | 2004  | 2005  | 2006  | 2007  | 2008  |
| ------ | ----- | ----- | ----- | ----- | ----- | ----- | ----- | ----- |
| částka | 5 000 | 5 000 | 6 400 | 5 500 | 5 500 | 2 960 | 3 000 | 2 100 |

## Popis

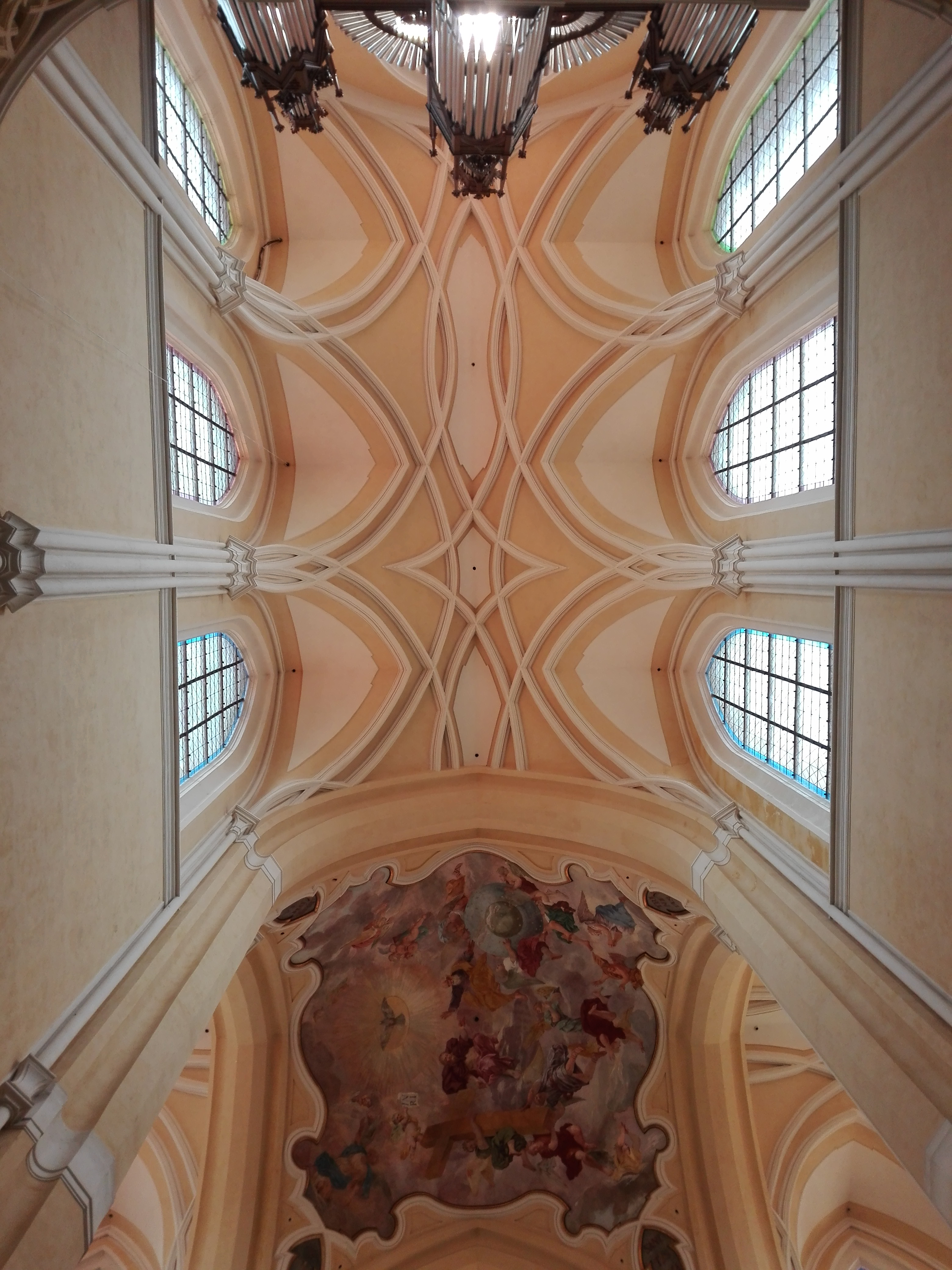
Pohled na klenbu v hlavní lodi kostela

### Předsíň
Dynamicky zvlněná předsíň představuje hlavní vstup do katedrály. Předsíň má katedrální prvky, jako jsou např. altánky pro sochy, a vnitřek je klenut visutou klenbou, která se sklání co nejblíže k příchozím. Na hrotu klenby je umístěn motiv hroznu, tedy symbol Kristovy oběti. Vnitřní prostor portiku tvoří příčně protáhlý šestiúhelník. Dalším paradoxem je vztah lehoučké konstrukce ploché střechy se zvláštně vlnitou korunní římsou. Nad korunní římsou jsou umístěny drobné fiály, které zase představují Santiniho gotickou práci. 

### Hlavní loď
Pod Santiniho vedením byly klenuty všechny interiéry chrámu. Klenby v hlavní lodi a presbytáři jsou valené s tříbokými výsečemi a jsou zvýrazněny žebry, které jí dodávají hloubku. Žebra jsou zakončena do konzol. V prostoru křížení Santini umístil samonosnou klenbu, známou pod názvem česká placka. Právě výškovému a hloubkovému poměru Santini oponoval důraznou rytmizací stěn a kleneb. Jsou užity štíhlé a hybné formy. Santini zde použil svazek tří válcových přípor s projmutými kvádrovými prstenci nasazenými nad výši říms a s kalichovitými hlavicemi, které se dále větví do žeber. Ve vrcholu klenby umístil kroužená žebra, kdy vždy dvojice žeber protíná dvě klenební pole. V hlavní lodi umístil vertikální okenní otvory zakončené lomenými oblouky, které zvyšují celkovou vertikalitu hlavní lodi. Santiniho typický prvek, tvar hvězdice, se objevuje v celém interiéru, např. hvězdicová dlažba v presbytáři a díky kroužení žeber. Představuje to symbol Panny Marie. Přípory po stranách presbytáře nedosahují až k zemi, jako je to u ostatních v katedrále, jsou zakončené nad zemí do konzol. Přesbytář je od hlavní lodi oddělen vítězným obloukem a obíhá ho chórový ochoz s věncem kaplí, který navazuje na arkády bočních lodí. Arkády jsou ve vrcholu zakončeny lomeným obloukem. Chórový ochoz je zdoben štukovou výmalbou v podobě slepých arkád ve tvaru jeptišek. Za presbytářem se nachází věnec kaplí, jehož okna jsou zakončena opět lomeným obloukem a jsou doplněna barevnou vitráží, jako i ostatní okna v katedrále.

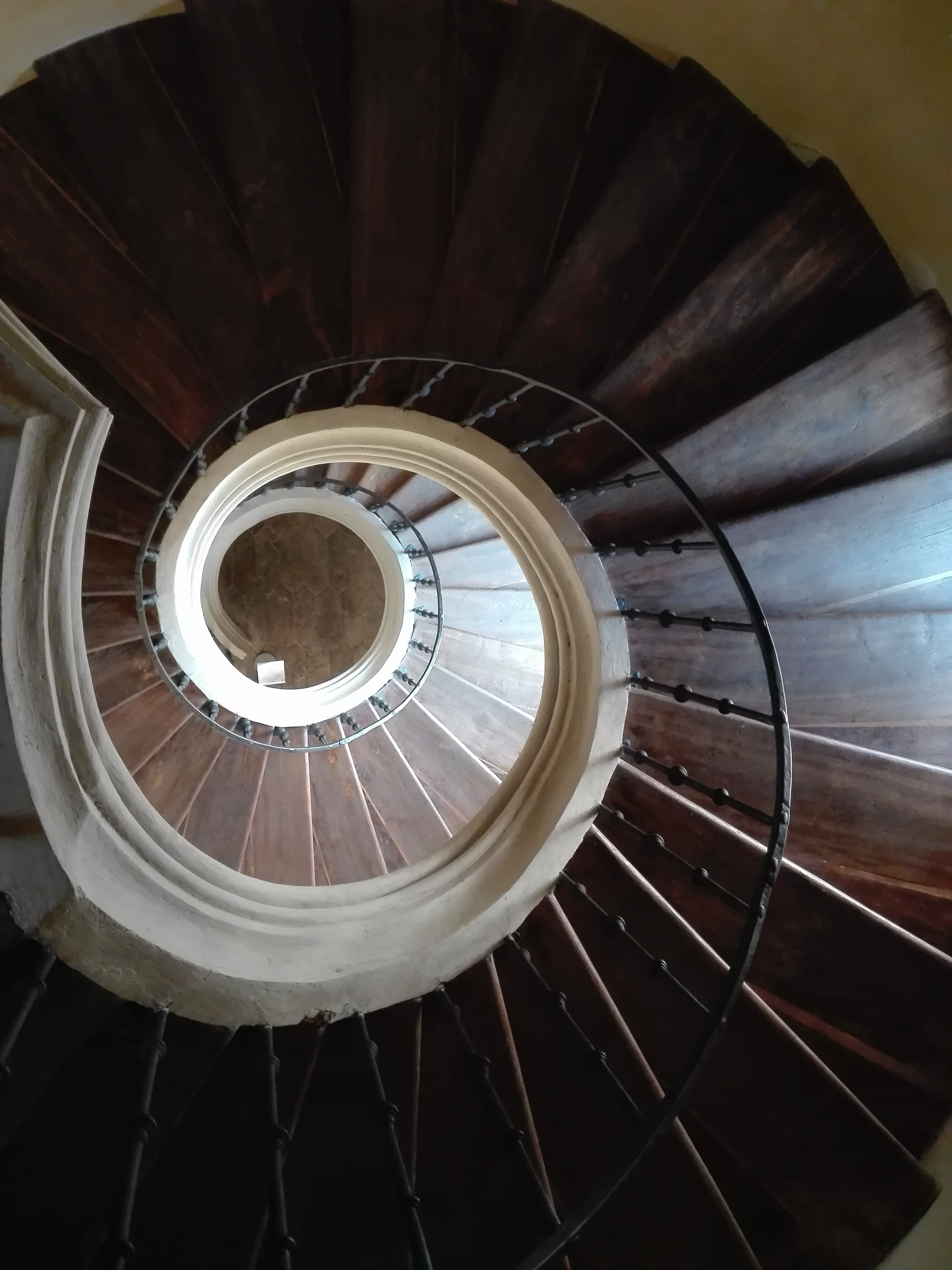
Šnekovité schodiště, Sedlec

Celý interiér stavby měl působit jako jarní louka, což zdůrazňovala použitá barevnost. Hladké plochy stěn nechal natřít světlým odstínem zelené a všechny prvky, které architekturu rytmizují tmavším odstínem zelené barvy. Právě tak i Santiniho šroubovicová schodiště mají tvořit stvol květin, který se směrem vzhůru otáčejí ke světlu.
V 19. století byla původní Santiniho barevnost vyměněna za barvu zemitou, tak jak ji známe v katedrále dnes. 

### Boční lodi
Boční dvoulodí Santini zaklenul plackovými klenbami, které jsou na líci pročleněny kruhovými římsičkami tečnými k vrcholům pásů a přeměňují tak klenby v jakési kupolky. Na hladkých plochách kleneb měl být rozprostřen freskový cyklus. Pole kleneb oddělují hrotité, žebrové, profilové pásy, které jsou zakončeny do „dórských“ (ve skutečnosti toskánských) kamenných sloupů. Tyto sloupy pak nechal Santini upravit v duchu barokní gotiky. Rohy soklů a nároží krycích desek jejich hlavic nechal Santini konkávně vyžlabit. Do hlavic a horní částí dříků sloupů sbíhají žebrové profilované pásy, čímž Santini dosáhl gotického dojmu.

### Schodiště
Důkazem Santiniho pohotové nápadivosti jsou rozhodně šnekovitá schodiště. Jsou volně umístěna východně od transeptu. Šroubovicová schodiště Santini navrhl bez středního vřetene, a upoutají tak okamžitě pozornost při průhledu z hlavního prostoru, ale i z bližšího pohledu volně běžící šroubovicové křivky. Schodiště bylo klenuto dvojím typem klenby a jeho stabilitu zajišťovala kovová táhla.
V roce 2015 bylo schodiště v klášteře obnoveno a tvůrci zde umístili jakýsi prvek tajemna, právě tak, jak to kdysi dělával Santini. Umístili na zábradlí kovové manžety, které opisují jméno tvůrce – Santini Aichel.

### Výzdoba interiéru
Ačkoliv architektura stavby zcela respektuje gotický původ chrámu, jeho mobiliář je už převážně barokní. Opat Jindřich Snopek se snažil získat pro výzdobu kostela ty nejlepší umělce, kteří byli v Čechách dostupní. V jeho šlépějích se pak ubírali i jeho nástupci – opat Bonifác Blahna a Ota Zahrádecký.
Plackovou klenbu v křížení zdobí nástěnná malba, zobrazující Nejsvětější trojici, od Jana Jakuba Stevens ze Steinfelsu, dále tu nalezneme iluzivní architektury a malby Judy Tadeáše Suppera, dále obrazy Michaela Leopolda Willmanna a Petra Brandla nebo sochy Matěje Václava Jäckela.